# Greenfield (Missouri)
Pour les articles homonymes, voir Greenfield.
La ville de Greenfield est le siège du comté de Dade, situé dans l'État du Missouri, aux États-Unis.